# 글리제 581 e
글리제 581 e는 지구에서 약 20.3광년 떨어진 곳에 있는 적색 왜성 글리제 581을 도는, 외계 행성이다.

## 발견
글리제 581 e는 스위스 제네바 천문대 소속의 천문학자 마이클 메이어 연구진이 칠레 라 실라 소재 유럽 남방 천문대 3.6미터 망원경에 있는 HARPS 관측기구를 이용하여 발견했다. 발표 사실은 2009년 4월 21일 유럽 우주과학주간 회의를 맞아 하트퍼드셔 대학에서 공식 발표되었다. 연구진은 행성의 중력이 어머니 항성을 미묘하게 좌우로 흔드는 현상을 이용한 시선 속도법을 사용, 이 행성을 찾아냈다.

## 물리적 특징
e가 발견되기 전까지 글리제 581 계(系)에는 이미 3개의 행성이 발견되어 있는 상태였기 때문에 e는 글리제 581의 네 번째 행성으로 기록되었다. 발견 시점 기준으로 글리제 581 e는 직전까지 발견된 '평범한 항성 주위를 도는 외계 행성들' 중 질량이 가장 작은데, 구체적인 값은 최소 지구 질량의 1.9배이며, 아무리 무거워도 지구 질량의 3배는 넘지 않을 것으로 보고 있다.
덩치는 지구형 행성으로 보임에도 불구하고, 이 행성은 생명체가 존재할 환경으로는 부적합할 것으로 추측된다. 그 이유로 글리제 581 e는 어머니 항성으로부터 태양~수성 간격의 10분의 1도 안 되는 아주 가까운 거리를 돌고 있으며, 자체 질량이 작고, 항성의 복사 에너지가 강렬하여 표면에 액체 물이 존재할 수 없는 바싹 마른 환경이 형성되어 있을 확률이 높기 때문이다.

## 같이 보기
- 적색왜성계의 생명체 거주가능성

## 참고 문헌
1. 1 2 3 4 5 6 7  M. Mayor; X. Bonfils, T. Forveille, X. Delfosse, S. Udry, J.-L. Bertaux, H. Beust, F. Bouchy, C. Lovis, F. Pepe, C. Perrier, D. Queloz, N. C. Santos (2009). “The HARPS search for southern extra-solar planets - XVIII. An Earth-mass planet in the GJ 581 planetary system” (PDF). 《Astronomy & Astrophysics》. 2009년 5월 21일에 원본 문서 (PDF)에서 보존된 문서. 2009년 4월 23일에 확인함.  PDF 파일로, 열람하려면 어도비 리더가 필요함.
2. ↑  송혜민 기자 (2009년 4월 22일). “지구와 가장 유사한 외부행성 발견”. 나우뉴스. 2009년 4월 23일에 확인함.
3. ↑  Rincon, Paul; Amos, Jonathan (2009년 4월 21일). “Lightest exoplanet is discovered”. BBC. 2009년 4월 23일에 확인함.
4. ↑  “Two planets identified as most similar to Earth”. 《LA 타임스》. 2009년 4월 22일. 2009년 4월 23일에 확인함.
5. ↑  “Most Earthlike Planet Yet Found May Have Liquid Oceans”. 《내셔널 지오그래픽》. 2009년 4월 21일. 2009년 4월 23일에 확인함.